# 延安 (小惑星)
延安 (2693 Yan'an) は小惑星帯に位置する小惑星である。1977年に中国の紫金山天文台で発見された。
かつて紅軍が根拠地とした陝西省の延安から名付けられた。